# Vorkosigan Saga
De Vorkosigan Saga is een sciencefictionserie die zich afspeelt in een fictief universum gecreëerd door de Amerikaanse schrijfster Lois McMaster Bujold. Het bestaat uit diverse korte verhalen en romans. Het eerste verhaal werd in 1986 gepubliceerd, het meest recente verscheen in 2016. Titels uit deze serie hebben een heel scala aan nominaties en onderscheidingen ontvangen, waaronder drie Hugo Awards.
Bujold overstijgt in de serie diverse genres. Humor en komedie is in alle boeken terug te vinden, zij het soms zwart en afgezet tegen tragische verliezen en sterfgevallen. Bujold mengt in haar werk militair avontuur, politieke thriller, liefdesroman, en de whodunit.
Bujold kiest in de Saga vertelperspectieven van onder meer vrouwen (Cordelia in Shards of Honor en Barrayar; Ekaterin in Komarr en A Civil Campaign), een homo (Ethan of Athos), twee broers, waarvan er een gehandicapt is en de ander een kloon (Miles and Mark Vorkosigan), hun neef (Ivan Vorpatril) en enkele laagopgeleide figuren (zoals de bodyguard Roic en de weggelopen jongen Jin).
Medische ethiek is een terugkerend thema in de Saga. De schrijfster richt zich op problemen rondom persoonlijke identiteit, vooral op de rol die fysieke eigenschappen spelen bij het bepalen van persoonlijkheid. In deze sciencefiction context, kan identiteit bepaald worden door bio-engineering, genetische technologie, klonen, en medische technologie waarmee organen vervangen kunnen worden en het leven verlengd. Sommige verhalen onderzoeken de relatie tussen kinderopvoeding, paarvorming (romantische liefde) en seksuele activiteit.

## Ontvangst

### Prijzen en nominaties
- Falling Free – won de Nebula Award in 1988; en was genomineerd voor de Hugo Award in 1989[2][2]
- Mountains of Mourning – won de 1990 Hugo and Nebula Awards voor beste novelle[3]
- Weatherman - was genomineerd voor de 1991 Nebula awards for best novelle[4]
- The Vor Game – won de Hugo in 1991;[5] was genomineerd voor Locus Award for Best Science Fiction Novel in datzelfde jaar[6]
- Barrayar (in het Nederlands vertaald als De planeet Barrayar) – won de Hugo en Locus Awards in 1992;[7] en was genomineerd voor de Nebula Award van 1991[6]
- Mirror Dance – won de Hugo en Locus Awards in 1995[8]
- Cetaganda – was genomineerd voor de Locus Award in 1997[9]
- Memory – was genomineerd voor de Hugo, Nebula, en Locus Awards in 1997[9]
- A Civil Campaign – was genomineerd voor de Hugo, Nebula, en Locus Awards in 2000[10]
- Diplomatic Immunity – was genomineerd voor de Nebula Award in 2002[11]
- Winterfair Gifts - was genomineerd voor de Hugo voor beste novelle in 2005[12]
- Cryoburn – was genomineerd voor de Hugo Award[13] en Locus Award[14] in 2011
- Captain Vorpatril's Alliance – was genomineerd voor de Hugo Award[15] in 2013

### Verkoop
Drie van de boeken haalden de New York Times-bestsellerlijst: 
- A Civil Campaign op #26,
- Diplomatic Immunity op #25,
- Cryoburn op #32.[16]

In het Nederlands zijn tot nu toe alleen uitgebracht:
- Barrayar (in het Nederlands vertaald als De Planeet Barrayar)
- The Warrior's Apprentice (in het Nederlands vertaald als De Jonge Krijger)

## Delen

### In interne chronologische volgorde
De interne chronologische volgorde van de boeken komt niet geheel overeen met de volgorde waarin de boeken geschreven en verschenen zijn. Bujold geeft in haar blog aan dat ze er de voorkeur aan geeft, wanneer de boeken in de interne chronologische volgorde worden gelezen.  Een gedetailleerde chronologie is te vinden in The Vorkosigan Companion.

#### Dreamweaver’s Dilemma(kort verhaal)
Dreamweaver’s Dilemma is een kort verhaal dat zich afspeelt aan het begin van de kolonisatie van de ruimte door de aarde en de start van genetische manipulatie. Het is gepubliceerd in een boek getiteld Dreamweaver’s Dilemma, een collectie van korte verhalen en essays van Bujold Bujold die voorheen nooit gepubliceerd waren en die ze verzamelde voorafgaand aan haar optreden op een NESFA convention. Dreamweaver’s Dilemma bevat de eerste vermelding van Beta Colony.

#### Falling Free
Tweehonderd jaar voordat Miles Vorkosigan, de hoofdpersoon van veel verhalen in de Saga, geboren wordt, ontmoet ingenieur Leo Graf de Quaddies. Quaddies zijn genetisch gemanipuleerde wezens die een extra paar armen hebben waar mensen benen hebben, zodat ze goed in gewichtloze omgevingen kunnen werken.

#### Shards of Honor
Kapitein Cordelia Naismith van Beta Colony ontmoet Kapitein Heer Aral Vorkosigan van Barrayar wanneer ze beide stranden op een onbewoonde planeet. Nadat ze werd gevangen door Barrayaranen en twee keer ontsnapt, vlucht ze uiteindelijk weg van Beta Colony naar Barrayar om zich bij Aral te voegen. Dit werk maakt deel uit van de omnibus Cordelia's Honor.

#### Aftermaths(kort verhaal)
Twee mensen bergen lichamen in de ruimte in de buurt van de planeet Escobar na de mislukte Barrayaraanse invasie (die plaatsvond in Shards of Honor).

#### De Planeet Barrayar(Barrayar)
Terwijl Cordelia Vorkosigan in verwachting is van Miles, wordt een aanslag gepleegd die zware verwondingen toebrengt aan haar ongeboren kind. Intussen poogt Count Vordarian een staatsgreep te plegen tegen Aral Vorkosigan die optreedt als regent voor de jonge keizer.

#### De Jonge Krijger (The Warrior's Apprentice)
De zeventienjarige Miles breekt zijn beide benen tijdens een test op de militaire academie en vergooit daarmee zijn kansen op de militaire carrière waar hij op gehoopt had. Tijdens een bezoek aan Beta Colony, voelt hij zich door een samenloop van omstandigheden gedwongen een ruimteschip te kopen, en een contract aan te gaan om wapens te brengen naar een belegerde regering op een verre planeet. De ontwikkelingen stapelen zich op en hij door briljant improviseren, doortastendheid en geluk eindigt hij als eigenaar/admiraal van een ruimtevloot aan huurlingen. Vertaald in het Nederlands.ISBN 90 245 3386 4.

#### Mountains of Mourning(novelle)
Miles is zojuist afgestudeerd van de Militaire Academie en thuis op het landgoed Vorkosigan Surleau met zijn ouders, wanneer een vrouw uit een afgelegen dorp na drie dagen lopen aankomt op het landgoed.Ze wil de moord op haar baby aangeven. Het kind was geboren met een hazenlip en een open gehemelte. Dat werd op het platteland gezien als een ongewenste mutatie. Miles' vader stuurt Miles om de moord te onderzoeken en bekleed hem met de volledige grafelijke macht, zodat Miles ervaring op kan doen voor als hij later zelf graaf wordt.

#### The Vor Game
Miles wordt beschuldigd van verraad, en wordt verscheept naar de Hegen Hub. daar treft hij tot zijn verrassing zijn vriend, keizer Gregor Vorbarra, die weggelopen is van zijn verantwoordelijkheden en in allerlei onverkwikkelijke problemen terecht is gekomen. Miles probeert hem te redden..

#### Cetaganda
Miles en zijn neef Ivan worden naar de thuiswereld van het Cetagandees Keizerrijk gestuurd als vertegenwoordigers van Barrayar op een keizerlijke uitvaart en raken verwikkeld in een moorddadig Cetagandees plot.

#### Ethan of Athos
Miles speelt alleen een indirecte rol in deze roman. Zijn vriendin Commandant Elli Quinn van de Dendarii huurlingen Vloot speelt de hoofdrol.

#### Labyrinth(novelle)
Miles probeert geneticus Dr. Hugh Canaba zover te krijgen dat hij zijn huidige werkgever op Jackson's Whole verlaat en komt werken voor Barrayar. Dat loopt fout omdat de geleerde een set monsters wil meenemen die hij heeft geïnjecteerd in een genetisch gemanipuleerde vrouwelijke super soldaat.

#### The Borders of Infinity(novelle)
Miles gaat undercover en laat zichzelf gevangen nemen door Cetagandianen, om een zwaar bewaakte gevangenis te infiltreren. Zijn missie is om 1 man te helpen ontsnappen, maar hij moet improviseren en organiseert een algehele uitbraak.

#### Brothers in Arms
De Cetagandianen zijn woedend over de gevangenisuitbraak uit Borders of Infinity en Miles en zijn huurlingenvloot ontsnappen naar de aarde. Daar wordt hij alsnog gevangen, maar door de Komarrianen die met veel moeite een kloon van Miles gemaakt hebben en deze willen inzetten als sluipmoordenaar terwijl hij Miles plaats inneemt.

#### Mirror Dance
Mark, de kloon van Miles, doet alsof hij Miles is en neemt de huurlingenvloot mee naar Jackson' Whole om andere klonen te bevrijden. Maar Mark heeft niet de opleiding en achtergrond van Miles en dingen gaan desastreus mis. Miles schiet te hulp en wordt meegezogen in de problemen.

#### Memory
Miles wordt gepromoveerd tot Keizerlijk Auditeur en gevraagd om de plotselinge mentale instorting van Simon Illyan, het hoofd van de veiligheidsdienst te onderzoeken.

#### Komarr
Miles Vorkosigan vergezeld collega Keizerlijk Auditeur professor Vorthys naar de planeet Komarr om een potentiële sabotage te onderzoeken. Hij rolt een saboteursbende op die het wormgat naar Barrayar wilden vernietigen en wordt verliefd op zijn gastvrouw, Ekaterin Vorsoisson.

#### A Civil Campaign
Terwijl Barrayar zich opmaakt voor een Keizerlijke bruiloft, probeert Miles om Ekaterin Vorsoisson het hof te maken zonder dat zij dit doorheeft.

#### Winterfair Gifts(novelle)
Het huwelijk tussen Miles en Ekaterin wordt beschreven vanuit het vertelperspectief van Miles' bediende Roic, die zelf een relatie begint met Taura, de door Miles gerede genetisch gemanipuleerde vrouwelijke super soldaat.
Ekaterin wordt ziek door een giftige parelketting die gestuurd is door een vijand van Miles. Uiteindelijk kan de trouwerij wel doorgaan.

#### Diplomatic Immunity
Op terugweg van zijn huwelijksreis wordt Miles als Auditeur naar de Quaddies (zie Falling Free) gestuurd om daar een diplomatiek incident te ontrafelen. .

#### Captain Vorpatril's Alliance
Ivan, Miles' neef, wordt op de planeet Komarr gevraagd om een knappe jonge vrouw te beschermen en loopt in een web van samenzwering, huurmoordenaars, criminele broederschappen, en een oud potentieel gevaarlijk geheim.

#### Cryoburn
Miles onderzoekt een bedrijf dat mensen invriest in de hoop op een betere toekomst.

#### Gentleman Jole and the Red Queen
Drie jaar na de dood van Aral Vorkosigan, ontvangt Admiral Jole (die ooit Aral's medewerker en minnaar was) een voorstel van Aral’s weduwe, Cordelia Naismith Vorkosigan. Ze wil het genetisch materiaal dat zij en Aral ooit bewaard hebben, gaan gebruiken en ze biedt Jole de mogelijkheid aan om vader te worden door de genen van Jole te kruisen met de bevroren gameten van Aral.

### Op volgorde van eerste publicatiedatum
1. Aftermaths (Lente 1986, in Far Frontiers, Volume V)
2. Shards of Honor (juni 1986) ISBN 0-671-72087-2
3. The Warrior's Apprentice (augustus 1986) ISBN 0-671-65587-6
4. Ethan of Athos (december 1986) ISBN 0-671-65604-X
5. Falling Free (december 1987-februari 1988, in Analog Science Fiction and Fact magazine)
6. Brothers in Arms (januari 1989) ISBN 0-671-69799-4
7. The Mountains of Mourning (mei 1989 exemplaar van Analog)
8. Labyrinth (augustus 1989 exemplaar van Analog)
9. Borders of Infinity (oktober 1989) ISBN 0-671-69841-9
10. Weatherman (Februari 1990 exemplaar van Analog)
11. The Vor Game (september 1990),met een licht afwijkende versie van "Weatherman" ISBN 0-671-72014-7
12. Vorkosigan's Game (september 1990), een omnibus met The Vor Game en "Borders of Infinity"
13. Barrayar (juli–september 1991, in drie delen in  Analog)
14. Mirror Dance (1994) ISBN 0-671-72210-7
15. Cetaganda (oktober–december 1995, in  Analog)
16. Dreamweaver's Dilemma (februari 1995, een verzameling inclusief de novelle Dreamweaver's Dilemma) ISBN 978-0-915368-66-2
17. Memory (oktober 1996) ISBN 0-671-87845-X
18. Cordelia's Honor (november 1996), omnibus met Shards of Honor, Aftermaths, enBarrayar ISBN 0-671-87749-6
19. Young Miles (juni 1997), omnibus: The Warrior's Apprentice, The Mountains of Mourning, enThe Vor Game ISBN 0-671-87787-9
20. Komarr (juni 1998) ISBN 0-671-87877-8
21. A Civil Campaign (september 1999) ISBN 0-671-57827-8
22. Miles, Mystery and Mayhem (december 2001), omnibus: Cetaganda, Ethan of Athos, en Labyrinth ISBN 0-671-31858-6
23. Diplomatic Immunity (mei 2002) ISBN 0-743-43533-8
24. Miles Errant (september 2002), omnibus: Borders of Infinity, Brothers in Arms, en Mirror Dance ISBN 0-743-43558-3
25. Winterfair Gifts (februari 2004, in de bundel Irresistible Forces, Catherine Asaro, redactie)
26. Miles, Mutants and Microbes (augustus 2007), omnibus: Falling Free, Labyrinth en Diplomatic Immunity ISBN 978-1-4165-2141-9
27. Miles in Love (februari 2008), omnibus: Komarr, A Civil Campaign en Winterfair Gifts ISBN 978-1-4165-5522-3
28. Cryoburn (oktober 2010) ISBN 978-1-4391-3394-1
29. Captain Vorpatril's Alliance (november 2012) ISBN 978-1-4516-3845-5
30. Gentleman Jole and the Red Queen (februari 2016) ISBN 978-1-4767-8122-8